# Антъни Идън
Сър Робърт Антъни Идън (на английски: Sir Robert Anthony Eden) или лорд Ейвън (12 юни 1897, Дърам – 14 януари 1977, Солсбъри) е виден британски политически и държавен деец.
Лидер е на Консервативната партия от 6 април 1955 до 10 януари 1957 г., министър на външните работи: 1935 – 1938 г., 1940 – 1945 г., 1951 – 1955 г., министър-председател от 6 април 1955 до 9 януари 1957 година.
Той е сред инициаторите на агресията срещу Египет през 1956 г., довела до така наречената Суецка криза. След нейния провал подава оставка, принуден от масовите протести на населението.